# Bruchophagus mellipes
Bruchophagus mellipes är en stekelart som beskrevs av Charles Joseph Gahan 1919. Bruchophagus mellipes ingår i släktet Bruchophagus och familjen kragglanssteklar. Inga underarter finns listade.